# Independence Stadium (Sambia)

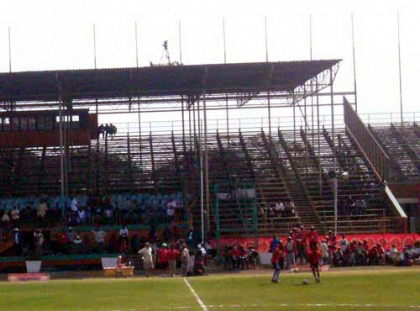
Tribüne im Independence Stadium

Independence Stadium ist ein Mehrzweckstadion in Lusaka, der Hauptstadt von Sambia. Es wird vornehmlich für Fußballspiele genutzt, aber auch für politische Veranstaltungen. Das Stadion fasste 30.000 Zuschauer. Es wurde 2004 wegen Baufälligkeit geschlossen, kurz danach aber wieder freigegeben. Im Oktober 2006 wurden Reparaturen angemahnt, da das Stadion kurz vor dem „Kollaps“ stehe.
Ein neues Stadion mit 70.000 Plätzen sollte für die All-Africa Games im Jahr 2011 fertig sein, 2008 trat man als Gastgeber wegen fehlender Mittel wieder zurück. Erst 2014 wurde das National Heroes Stadium mit 60.000 Plätzen eröffnet.